# Ескудо Островів Зеленого Мису
Ескудо Островів Зеленого Мису (порт. Escudo) — грошова одиниця Островів Зеленого Мису в 1914-1977.

## Історія
Перші паперові гроші в португальській колонії випустили в 1842-1843, їх з дозволу губернатора колонії випускав орендар К. Назоліні.
У 1865 на острові Сантьягу було відкрито філію Національного заморського банку. У 1897 розпочато випуск банкнот.
Декретом уряду Португалії від 18 вересня 1913 № 141 з 1 січня 1914 на португальські колонії (Кабо-Верде, Португальська Гвінея, Сан-Томе і Принсіпі, Ангола і Мозамбік) поширено дію декрету від 22 травня 19 грошової одиниці - ескудо (1000 реалів = 1 ескудо).
Випуск нових банкнот розпочато в 1914, монет — в 1930. Банкноти та монети в реалах продовжували використовуватися в обігу та поступово замінювалися грошовими знаками на ескудо та сентаво.
1 липня в Кабо-Верді запроваджено національну грошову одиницю — ескудо Кабо-Верде, обмін проводився 1:1.

## Монети та банкноти
Чеканились монети в 5, 10, 20, 50 сентаво та 1, 21⁄2, 5, 10 ескудо.
Випускалися банкноти в 4, 5, 10, 20, 50 сентаво, 1, 5, 10, 20, 50, 100, 500, 1000 ескудо.